# ジョン・ミアシャイマー
ジョン・ジョゼフ・ミアシャイマー（John Joseph Mearsheimer、1947年12月4日 - ）は、アメリカの国際政治学者、空軍軍人。シカゴ大学教授。国家が他国に対してパワーの拡大を試みる行為主体だと想定して安全保障を研究する攻撃的現実主義（オフェンシブ・リアリズム）の代表的論者。

## 来歴
ニューヨーク・ブルックリンにて、ドイツ系移民とアイルランド系移民の両親の元に生まれる。1970年にウェストポイント陸軍士官学校卒業後、将校としてアメリカ空軍に5年間在籍。1974年、南カリフォルニア大学国際関係論修士。1981年コーネル大学Ph.D.。
1982年以来、シカゴ大学で教員を務めている。
1994年のウクライナの核放棄に反対し、ロシアの侵略を予言した。実際に20年後の2014年にはロシアによってクリミアが併合され、2022年にはロシアがウクライナに対し軍事侵略を行うに至った
2003年のイラク戦争時には反対に回った。
2019年の民主党予備選挙ではバーニー・サンダースが望ましい候補者であるとし、経済的不平等をアメリカが直面する最大の問題であると結論付けた。

## 研究

### 通常兵器戦略
ミアシャイマーの最初の著書『Conventional Deterrence』（1983年、「通常兵器による抑止」の意味）で論じられた抑止の原理は、次のようなものである。
- 攻撃によって生じるコストが高く、かつ成功可能性は低いと攻撃側が考えているならば抑止が機能する（可能性が高い）。
- 逆に言えば、攻撃によって生じるコストが低く、かつ成功可能性が高いと攻撃側が考える理由があれば、抑止は崩壊する（可能性が高い） 。

具体的には、ミアシャイマーは、抑止成功の可否は以下の三種類の戦略によって決定されると主張している。
- 第一の戦略である消耗戦略（attrition strategy）は、高リスク高コストである。戦争の結果について高いレベルの不確実性を伴い、攻撃側にとって高いコストとなる。
- 第二の戦略である限定目的戦略（limited aims strategy）は、低リスク低コストである。ただし、利益が限定的で紛争が消耗戦に発展する可能性がある。
- これらに対し第三の戦略である電撃戦略（blitzkrieg strategy）は、比較的低コストで敵を迅速かつ決定的に打ち負かす方法である。

ミアシャイマーによれば、現代戦における失敗の多くは、攻撃側の意思決定者が（実際には成功不可能であるにもかかわらず）電撃戦が成功可能だと考えることに起因する。消耗戦略や限定目的戦略は低コスト低リターンであるため抑止が成功しやすい。他方、攻撃側が首尾一貫した電撃戦略を用意している場合、攻撃側が期待する利益は戦争を開始することで生じるコストとリスクを上回るため、攻撃可能性が高まる。
同書では、第二次世界大戦と中東戦争の事例を分析した上で、冷戦後期の中欧における通常兵器抑止力について、ソ連軍は電撃戦を成功させられないため、ソ連の攻撃はあり得ないと論じている。また、戦力のバランスの悪さ、中欧を機械化部隊で迅速に進攻することの困難さ、強力なNATO軍の存在によって、ソ連がヨーロッパで通常兵器による戦争を開始する可能性は低いと論じている。

### リデル＝ハート

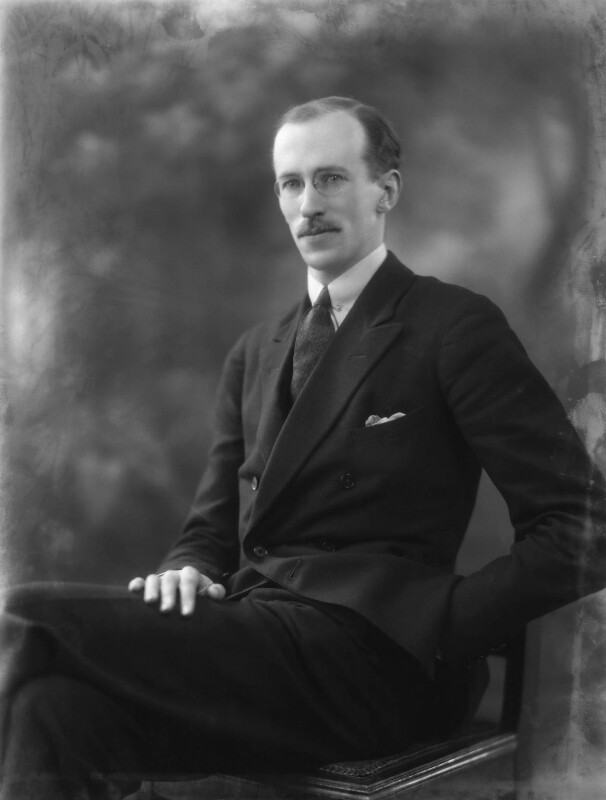
B・H・リデル＝ハート

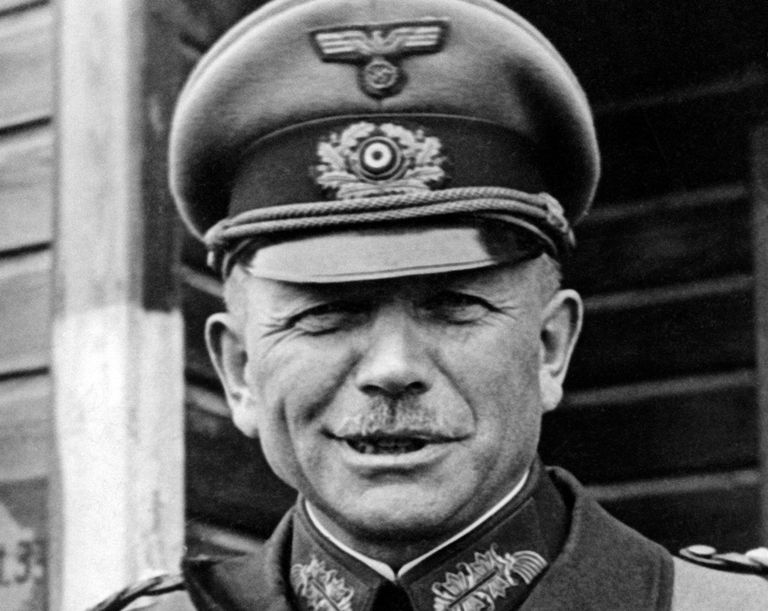
ハインツ・グーデリアン上級大将

ミアシャイマーの2冊目の著書『Liddell Hart and the Weight of History』（1988年）は、20世紀イギリスの地政学者B・H・リデル＝ハートを再評価したものである。
ミアシャイマーは、リデル＝ハートの著作を通じて様々な発見があったこと、またリデル＝ハートの著作は現在でも「戦略と戦争を真剣に学ぶ者にとって必読書」であると認めている。
他方、リデル＝ハートの現代軍事思想への貢献に関する従来の常識の多くには欠陥があると論じている。特に、リデル＝ハートが1930年代に考案した間接アプローチ戦略は非常に曖昧かつトートロジカルであり、したがってほぼすべての戦争の成功が説明できてしまうとする。
また、ドイツの電撃戦の起源をリデル＝ハートの間接アプローチ戦略に求めるという通説は誤りであるとする。第二次世界大戦以前にリデル＝ハートが電撃戦の最も重要な特徴である浸透戦略を理解していたとは考えられない。また、イギリス人のリデル＝ハートが間接アプローチ戦略において主に念頭に置いていたのは「敵の軍事力を破壊することではなく、敵の民間人の士気を低下させること」によって大陸の敵対者を「間接的」に打ち負かすことであり、これは電撃戦の考えには合致しない。戦間期の軍事問題に関する自説が全く間違っていることが証明され、電撃戦による西部戦線におけるドイツの攻勢可能性を否定したリデル＝ハートが、戦争開始直後には評判が悪くなったことについても、ミアシャイマーは驚くことではないと論じている。
ミアシャイマーは、ドイツの電撃戦の起源がリデル＝ハートの理論にあるとするアイデアについて、ドイツ国防軍の元軍人を説得して彼の功績とすることで、自らの知的評価を回復することに成功したことを示している。ハインツ・グデーリアン上級大将などは、戦後に傷ついたドイツ国防軍の評判を回復しようと、ナチスの子分ではなく、何よりもまず軍事革新者であったというイメージを広めるために、リデル＝ハートの影響を誇張して回顧録に書くことを許したのである。グデーリアンの場合、リデル・ハートは事実上英語圏に対するグーデリアンの代理人として行動したとする。また、北アフリカ戦線でエルヴィン・ロンメル元帥の参謀長を務め、ロンメル夫人と共にの伝記を執筆したフリッツ・バイエルライン中将も同様に、リデル＝ハートがロンメルを「弟子」とする誤った描写のために史料を曲解するのを手助けしたとする。
ミアシャイマーは本書の最後で、このような曲解を見過ごしてきた「Defense intellectuals」の責任を追及できる強固な知的共同体の重要性を強調している。
リデル・ハートに関するミアシャイマーの主張は、様々な反応を生んだ。Simon Naveh（イスラエル国防軍作戦理論研究所創設者）は、別の研究において、「電撃戦の形成に関する実際の歴史的状況を歪曲することによって、リデル・ハートはその時間的・認識的起源を曖昧にした」と同調しているこれに対して、Richard Swain（米陸軍指揮幕僚大学）は、「ミアシャイマーが正しい部分もかなりある」が、「リデル＝ハートが巧妙に欺瞞を作り出したと告発するには、まずリデル＝ハート自身が自らの間違いを分かっていたことを受け入れる必要があるが、その証拠はほとんどない」のであり、リデル＝ハートの歴史歪曲が意識的に利己的であった程度をむしろ過大評価しているのではないかとやや批判的に論じている。

### 核拡散・抑止力
1990年、ミアシャイマーは、冷戦終結後に米ソ両軍が撤退すれば、ヨーロッパは20世紀前半のような多極化した環境に戻ると予想する論文を発表した。また、同年『アトランティック』誌に掲載された別の論文では、多極化した環境はヨーロッパ、特にドイツでの核拡散を促進すると予測している。
そのエッセイと 1993 年の『フォーリン・アフェアーズ』誌の記事「The case for a Ukrainian nuclear deterrent」において、戦争の危険を減らすために、米国はドイツとウクライナが核 兵器を保有する可能性を受け入れ、過剰なナショナリズムの台頭を防ぐために努力すべきだと論じている。ミアシャイマーは、米軍とロシア軍が去った後のヨーロッパについて、いくつかの可能なシナリオを提示している。彼は、核抑止力がなければドイツが再び大陸を征服しようとする可能性が高いため、核拡散を伴うヨーロッパが最も平和である可能性が高いと述べている:32–33。しかし、1994 年に一連の合意により、ウクライナは旧ソ連の核兵器備蓄をすべて廃棄することに同意し、そのプロセスは 1996 年までに完了した。
ウェールズのアベリストウィス大学国際政治学科で行った講義で、前者の主張を問われると、「ヨーロッパの統合と拡大にもかかわらず、米軍がヨーロッパから撤退すれば、自分の予言は当たると信じている」と言い切ったのだ。
また、ミアシャイマーは 1998 年と 2000 年に『ニューヨーク・タイムズ』紙に寄稿した論説の中で、インドが核武装に向かう動機を説明し、インドが核抑止力を必要とする戦略的理由として中国、パキスタンとの勢力均衡、南アジア地域の安定を保証するためであると論じている。また、アメリカのインドに対する核拡散防止政策は非現実的であり、この地域におけるアメリカの利益を損ねるものであると批判している。

### 攻撃的現実主義
ミアシャイマーは、攻撃的現実主義の代表的な提唱者である。構造的（structural）な現実主義理論は、ハンス・モーゲンソーなどの古典的現実主義とは異なり、政治家や外交官の人間性ではなく、国際社会の無政府（anarchy）状態の中での大国間の安全保障競争に主眼を置いた理論である。攻撃的現実主義は、ケネス・ウォルツの防御的現実主義とは対照的に、国際システムの無秩序な構造が、競争相手を犠牲にして力を得る機会を求める強い動機を国家に与えるため、国家は一定の力に満足せず、安全のために覇権を求めると主張するものである。

ミアシャイマーは、2001年に出版した『大国政治の悲劇』で以下のようにその考えをまとめている。
今日と明日を生き残るためにどれだけの力があれば十分かを判断することが難しいことを考えれば、大国は、自国の安全を確保する最善の方法は、今すぐ覇権を獲得し、他の大国による挑戦の可能性を排除することだと認識している。自国が生き残るのに十分な力を既に持っていると考え、システムの中でヘゲモニーを握る機会を逃すのは、見当違いの国家だけである。（Given the difficulty of determining how much power is enough for today and tomorrow, great powers recognize that the best way to ensure their security is to achieve hegemony now, thus eliminating any possibility of a challenge by another great power. Only a misguided state would pass up an opportunity to be the hegemon in the system because it thought it already had sufficient power to survive.
また、民主主義国同士が戦争することはない、あるいは殆どないとする民主的平和論（デモクラティック・ピース・セオリー）も全否定している。
ミアシャイマーは、国家がグローバルなヘゲモニーになることは不可能だと考えている（後述の「Night watchman」の項参照）。理論的には可能であるが、世界には陸地と海が多すぎるため、陸地と海が有効な阻止力を持ち、巨大な堀として機能すると仮定しているのである。その代わりに、国家が達成できるのは地域覇権だけであると彼は考えている。さらに、地域覇権国は、他の国家がその地域で覇権を獲得するのを阻止しようとする。なぜなら、同業者は自由に歩き回ることができるため、確立した地域覇権国の周辺に干渉する可能性があるからだ、と主張している。米国のように地域覇権を獲得した国家は、その地域の大国が覇権国の台頭を阻止できない場合、他の地域に干渉することによってオフショア・バランサーとして機能する。

### E・H・カー
ミアシャイマーは2004年の講演で、イギリスの歴史家E・H・カーの著作『危機の二十年』（1939年）を賞賛し、カーが主張した「国際関係とは、国家が常に自国の利益を優先させる、万人対万人の戦いである」という言葉は正しいと論じた。 ミアシャイマーは、カーの指摘は2004年においても1939年と同様に有効であると主張し、イギリスの学術界において国際関係に対する「理想主義的」思考が支配的であることを非難したのである。

### ナイト・ウォッチマン
ミアシャイマーの用語でいうナイト・ウォッチマン（Night watchman）とは、『大国政治の悲劇』によれば、理論的に不可能な「グローバル・ヘゲモニー」のことである。しかし、1990年、ミアシャイマーは「監視者」の存在に言及した。民主主義諸国が平和に暮らしているのは、「NATOにおけるアメリカの覇権的地位が（中略）西側民主主義諸国に対する無政府状態の影響を緩和し、民主主義諸国間の協力を誘発した」からであり、民主的平和論は誤りである。アメリカが夜警の役割を果たすことで、西ヨーロッパ諸国間の相対的な利益に対する懸念は緩和された」。
その後、ミアシャイマーはしばらく「ウォッチマン」に言及することはなかった。その10年後、彼は冷戦の終焉によっても「国際的無秩序」は変わっていないとし、「そのような変化がすぐに起こりそうな兆しはほとんどない。世界政治の主役は依然として国家であり、その上に立つnight watchmanもいない」と述べた。さらに5年後、ミアシャイマーは、「無政府体制では、国家が問題を起こしても、night watchmanを呼ぶことはできない」と確認した。
ミアシャイマーが最後に世界のナイト・ウォッチマンを察知してからまさに20年後、彼はナイト・ウォッチマンを再発見し、それが存在し、ヨーロッパを平和に保っているのである。論文"Why Is Europe Peaceful Today?"では、「理由は簡単だ。米国は圧倒的に世界で最も強力な国であり、事実上ナイト・ウォッチマンとして機能している」と明快に答えている。

### 湾岸戦争
1991年1月から2月初めにかけて、ミアシャイマーは『シカゴ・トリビューン』と『ニューヨーク・タイムズ』に二つの論説を発表し、湾岸戦争は迅速かつ決定的なアメリカの勝利につながり、アメリカ側の犠牲者は1000人未満になるだろうと主張した。ミアシャイマーの主張は、いくつかの点に基づいていた。
- 第一に、イラク軍は第三世界の軍隊であり、機動的な装甲戦闘を行う準備が整っていない。
- 第二に、米国の機甲部隊の方が装備も訓練も優れている。
- 第三に、米国の大砲（砲兵）はイラクの大砲（砲兵）より遥かに優れている。
- 第四に、イラク空軍に邪魔されない米国の航空戦力は、イラク地上軍に対して壊滅的な打撃を与える。
- 第五に、最後に、イラク人予備兵の前方展開が、サウジアラビア・クウェート国境沿いのイラク防衛線の防衛能力を低下させる。

これらの予測は、戦争の過程ですべて現実のものとなった。

### ユダヤ人問題、イスラエル問題

#### ノエル＝ノイマン論争
1991年10月、ミアシャイマーは、シカゴ大学で、当時ドイツから客員教授として訪問研究を行っていた、世論調査の第一人者で「沈黙の螺旋」で知られる政治学者のエリザベス・ノエル＝ノイマン（Elisabeth Noelle-Neumann）をめぐる激しい論争に巻き込まれた。議論の中心は、レオ・ボガードが『Commentary Magazine』誌に書いた「世論調査員とナチス」という記事で、ノエル・ノイマンが1940年から42年までナチスの新聞『Das Reich』のライター兼編集者として働いていた過去が書かれていたことであった。この記事に対するノエル・ノイマンの反論は「50年以上前の独裁政権下で書かれたテキストは、1937年、1939年、1941年のように読むことはできない」というものだった。書かれた時間や場所から切り離されたそれらは、もはや現実ではない。現実は部分的に時間や場所に基づいているからだ」と主張した。
当時シカゴ大学政治学科長であったミアシャイマーは、ノエル・ノイマンと面談し、この記事と疑惑について話し合った。3時間以上の面談の後、ミアシャイマーは「ノエル＝ノイマンは反ユダヤ主義者だと思う」と公言し、彼女に謝罪を求めるキャンペーンを率先して行った。彼は、シカゴ大学の他の教授たちとともに、『Commentary Magazine』に共同論文を書き、ノエル・ノイマンの反論への反論を行った。ミアシャイマーは、「ホロコーストについて今私たちが知っていることを知れば、彼女が謝罪しない理由はないでしょう。20世紀最大の犯罪に貢献した人物に『ごめんなさい』と言えというのは、無理もないことだ」と。

#### 『イスラエル・ロビーとアメリカの外交政策』
2006年3月、ミアシャイマーとスティーヴン・ウォルトは、米国の外交政策を形成する「イスラエル・ロビー」の力について論じたワーキングペーパーと『London Review of Books』の論文を発表した。ミアシャイマーとウォルトは、イスラエル・ロビーを「米国の外交政策を親イスラエルの方向に導くために積極的に活動する個人と組織の緩やかな連合体」と定義している。なお、全てのユダヤ人がイスラエルに強い愛着を感じているわけではなく、アメリカのイスラエル支援を促進するために活動している個人や団体の中には、ユダヤ人ではない者もいるため、「ユダヤ・ロビー」と呼ぶのは適切ではなく、「イスラエル・ロビー」と呼ぶべきだとしている。また、クリスチャン・シオニスト（キリストの再臨と世界の終末が起こる前に、イスラエルの回復がなされている必要があると考えるキリスト教徒）も重要な役割を担っている。イスラエル・ロビーは陰謀はなく、全米ライフル協会や農業ロビー（日本のJAに相当する）のような強力な利益団体に過ぎないことを強調している。ミアシャイマーとウォルトの主張の核心は、ロビーが推し進める政策は、アメリカ、ひいてはイスラエルの国益に適うものではない、ということである。
これらの記事はメディアで大きく取り上げられ、支持者と反対者の間で、反ユダヤ主義問題も含めた含む様々な領域で、激しい論争を引き起こすことになった。
この記事はその後、書籍『The Israel Lobby and U.S. Foreign Policy』として出版され、副島隆彦によって邦訳も行われた。

##### イスラエルの戦争とパレスチナの国家権に関する声明
ミアシャイマーは、2006年のレバノン戦争に批判的であった。イスラエルの戦略は「失敗する運命にある」と主張した。なぜなら、イスラエルの空軍力が、本来ゲリラ部隊であるヒズボラを倒すことができるという「誤った仮定」に基づいていたからである。この戦争は、レバノン国民にとって災難であり、米国とイスラエルにとっても「大きな後退」であったと、彼は主張した。イスラエル・ロビーは、米国が独自の影響力を行使するのを阻み、イスラエルの逆効果な対応を可能にする重要な役割を果たしたという。
ミアシャイマーは、2008年12月に始まったイスラエルのガザ地区でのハマスに対する攻撃にも批判的であった。ハマスがイスラエルにミサイルやロケット弾を撃ち込む能力をなくすわけでもなく、ハマスがイスラエルとの戦いを終わらせるわけでもない、それどころか、イスラエルとパレスチナの関係は今後ますます悪化する可能性が高いと主張した。
ミアシャイマーは、イスラエルがパレスチナ人との紛争を終わらせる唯一の希望は、占領を終わらせ、パレスチナ人がガザとヨルダン川西岸に自分たちの国家を持つことを認めることだと強調する。そうでなければ、イスラエルは自らを「アパルトヘイト国家」にしてしまい、それはイスラエルだけでなく、アメリカや特にパレスチナ人にとっても悲惨な結果になるだろうとした。
ミアシャイマーのイスラエル批判は、さらに核兵器の保有にも及んだ。2010年の国際スパイ博物館での発言で、ミアシャイマーは、核を持ったイスラエルは米国の利益に反すると主張し、この問題におけるイスラエルの説明責任に疑問を呈した。彼は、「イスラエルはほとんど何でもやってのけるからだ」と推測し、「いかなる問題についてもイスラエルに説明責任はない」と述べた。

##### 正しいユダヤ人と新しいアフリカーナ人
2010年4月、ミアシャイマーはワシントンDCのパレスチナセンターでヒシャム・B・シャラビ記念講演を行い、演題は "パレスチナの未来：正しいユダヤ人 vs. 新しいアフリカーナ人 "であった。彼は、イスラエルがガザ地区とヨルダン川西岸を「大イスラエル」に編入し、アパルトヘイト国家となるため、「2国家解決はもはや幻想である」と主張した。ミアシャイマーによれば、そのような国家は政治的に成立せず、アメリカのユダヤ人の多くはそれを支持せず、最終的には多数派のパレスチナ人が政治的に支配する民主的な二国間国家になるだろうという。イスラエルに深い関心を寄せるアメリカのユダヤ人」は、たとえアパルトヘイト国家であってもイスラエルを支持する「新しいアフリカーナ」、個人の権利は普遍的でユダヤ人とパレスチナ人に平等に適用されると考える「正しいユダヤ人」、そして最大のグループである「両義的中間者」に分けられると彼は提案する。彼は、「アメリカのユダヤ人は伝統的なリベラルな価値の最も強固な擁護者の一人である」ので、「偉大な両義的中間者」のほとんどはアパルトヘイトのイスラエルを擁護しないと結論づけた。したがって、「新しいアフリカーナ」たちは、時間とともにますます疎外されていくだろう。ミアシャイマーは、「イスラエル・ロビーの主要組織を率いる人物のほとんどを『新たなアフリカーナー』として分類するだろう」と述べ、具体的に反中傷連盟のAbraham Foxman, American Jewish CommitteeのDavid Harris、アメリカ主要ユダヤ団体会長会議のMalcolm Hoenlein、世界ユダヤ人会議のRonald Lauder、アメリカ・シオニスト機構の Morton Klei、そしてSheldon Adelson、Lester Crown、Mortimer Zuckermanなどのビジネスマン、ほかFred Hiatt、チャールズ・クラウトハマー、Bret Stephens、Martin Peretzなどの「メディア関係者」など、多くの著名ユダヤ人やユダヤ系組織の名を挙げている。。

##### 反ユダヤ主義者の疑惑
2011年、ミアシャイマーは、物議を醸した作家Gilad Atzmonの著書『The Wandering Who?』の裏表紙の宣伝文を書いた。ユダヤ人アイデンティティの政治的考察 "の裏表紙を飾った。「ギラッド・アツモンは、現代世界におけるユダヤ人のアイデンティティについて、魅力的で刺激的な本を書いた。彼は、同化と自由主義が、ディアスポラに住むユダヤ人が自分たちの「ユダヤ人」としての強力な感覚を維持することをますます困難にしていることを示す。パニックに陥ったユダヤ人指導者たちは、シオニズム（イスラエルへの盲目的な忠誠心）と恐怖政治（ホロコースト再来の脅威）に頼り、民族の結束を保ち、周囲のゴイムとは一線を画していると彼は主張している。アッツモン自身の事例が示すように、この戦略はうまくいかず、多くのユダヤ人に大きな苦悩を与えている。『The Wandering Who?』は、ユダヤ人にも非ユダヤ人にも広く読まれるべきものであるとする。
ミアシャイマーがアッツモンの本を支持したことで、著名なユダヤ人作家や知識人から反ユダヤ主義との非難を浴びることになった。アラン・ダーショウィッツはこれに対して、"Why are John Mearsheimer and Richard Falk Endorsing a Blatantly Anti-Semitic Book?" という記事を書いている。それによると、この本は「ユダヤ人が世界を支配しようとしていると論じている」と書かれていた。
ミアシャイマーは、自分の宣伝文句を「修正したり装飾したりする理由はない」と反ユダヤ主義の容疑を否定し、自分の立場を擁護している。ゴールドバーグは、アッツモンが反ユダヤ主義者であり、暗にアッツモンの本に対する彼の肯定的な批評もそうであると非難しているが、ミアシャイマーは次のように答えている。「アッツモンの基本的な論点は、ユダヤ人はしばしば普遍主義的な言葉で語るが、彼らの多くは特殊主義的な言葉で考え、行動しているということだ。彼らはリベラルのように話し、ナショナリストのように行動する。この文脈で、彼は、彼が「ホロコースト宗教」と呼ぶもの、シオニズム、イスラエルのパレスチナ人に対する扱いについて論じているのである。繰り返しになるが、彼は宗教としてのユダヤ教にも、生まれつきユダヤ人である個人にも敵意は持っていない」。

### 中国の台頭と中国封じ込め（チャイナ・コンテインメント）
ミアシャイマーは、中国の台頭は平和的なものではなく、米国は中国を封じ込め、地域覇権を獲得するのを阻止しようとする、と主張している。ミアシャイマーは、中国を軍事的に封じ込めることは可能だが、中国を経済的に封じ込めることは不可能であると主張している。ミアシャイマーは、米国が西半球の支配を目指したように、中国もインド太平洋地域の支配を目指すと考えている。その動機は、アメリカがその地位に対する潜在的な挑戦者とみなす近隣諸国に対して、圧倒的な安全保障と優位の地位を獲得することにある。さらに、中国の強さとパワープロジェクション能力の増大に対抗するために、アメリカはインド、日本、フィリピン、韓国、ベトナム、インドネシアを中心とする均衡連合を形成しようとする、と主張している。
ミアシャイマーは、2014年出版の『大国政治の悲劇』の改訂版で、中国の台頭に関する見解をより詳しく示し、「もし中国が今後数十年にわたって目覚ましい経済成長を続けるならば、攻撃的リアリズムの論理に従って行動する可能性が高い」「具体的には、米国が西半球を支配するようにアジアを支配しようとするだろう」と論じている。具体的には、「米国が西半球を支配するように、アジアを支配しようとするだろう」「この理論の構造的論理に従って、中国が地域覇権を追求するのは、その国内政治やイデオロギーが侵略に傾いているからではなく、「支配が国際的無秩序の下で生き残るための最善の方法を提供するから」（368頁）である。ミアシャイマーは、中国はこの点で、アメリカの模範に倣っているだけだと強調した。
その後、『Foreign Policy』で、元米国国家安全保障顧問のズビグネフ・ブレジンスキー元国家安全保障問題担当大統領補佐官と討論し、ミアシャイマーは「中国が暴れて他のアジア諸国を征服する可能性は低い。むしろ中国は、アメリカがアメリカ大陸で行っているように、近隣諸国に対して許容できる行動の境界線を指示したいと考え、アメリカがヨーロッパの大国を西半球から追い出したように、力をつけた中国はアメリカをアジアから追い出そうとするだろう」と答えた。これに対してブレジンスキーは、「大国がどう行動するかは、あらかじめ決まっているわけではない。その点、中国の指導者は、これまで大国を目指した多くの国々と比べて、はるかに柔軟で洗練されているように見える」と答えた。ミアシャイマーは、「中国の指導者は確かに慎重であり、現時点では米国に『喧嘩を売る』動機はないが、我々が話しているのは、中国が米国に対抗できる軍事力を持った2025年、2030年の状況である。その時、中国が今よりはるかに大きなGDPと、はるかに強大な軍事力を手に入れたらどうなるのだろうか。大国の歴史が端的な答えを与えてくれる」と反論している。。
ミアシャイマーは、2021年の『Foreign Affairs』で、中国が東アジアで軍事的、経済的に強力な国家に成長し続ける限り、米国は中国と積極的に競争する運命にあると指摘し、大きな反響を呼んだ。しかし、冷戦後の米国は、現実主義の論理に反して、民主的平和論の立場から「中国への投資を促進し、世界の貿易システムに迎え入れ、中国が平和を愛する民主国家となり、米国が主導する国際秩序の責任あるステークホルダーになると考えた」（48頁）のであった。事実上、米国は関与政策を追求することによって、中国の危険な大国化を促進し、新冷戦の始まりを早めたのである。
社会学者のアミタイ・エッツィオーニは、2015年の中国に関するミアシャイマーの論評で、中国と米国が「互いに対立する『本当の』理由はほとんどない」とし、「ミアシャイマーの挑発的な論文の主な価値は、権力の分断の両側の私たちに、彼の恐ろしい予測が実現しないよう努力を重ねるように警告すること」だと非難している。これに対し、シドニーに本拠を置く独立研究センターのトム・スウィッツァー事務局長は2020年5月、「ジョン・ミアシャイマーはコロナウイルス危機が暴露した米中間の激しい安全競争について正確に予見していた」と見解を示している。

### 『なぜリーダーはウソをつくのか』
ミアシャイマーは、国際政治における嘘を分析した『なぜリーダーはウソをつくのか』（オックスフォード大学出版、2011年）という本を書いている。彼は、指導者が外国人に対して嘘をつくのは、それが自国にとって良いことだと考えるからだ、例えば、ルーズベルト大統領は1941年9月のグリアー事件について嘘をついたが、それはアメリカが第二次世界大戦に参戦することが国益にかなうと深く考えていたからだと、主張する。
彼の主な発見は、指導者は実は他国に対してあまり嘘をつかないということと、民主的指導者は独裁者よりも実は自国民に対して嘘をつく可能性が高いということの2点である。したがって、サダム・フセインがイラクには大量破壊兵器がないと嘘をつかなかったのに、ジョージ・W・ブッシュとその主要顧問の一部がイラクの脅威についてアメリカ国民に嘘をついたことは驚くべきことではない、というのが彼の本の冒頭の言葉である。ミアシャイマーは、遠方で選択戦争を行う民主主義国家では、指導者が自国民に対して嘘をつく可能性が最も高いと論じている。指導者が他国に対して嘘をつくことが難しいのは、特に安全保障問題が絡んでいる場合、他国との間にあまり信頼関係がなく、嘘をつくことが効果的であるためには信頼が必要だからだと言う。ミアシャイマーは、指導者が自国民に対して嘘をつくのは、通常、彼らの間にそれなりの信頼があるから容易であるとしている。
ミアシャイマーは、国際的な嘘の道徳的側面については考慮せず、功利主義的な観点から見ている。彼は、国際的な嘘には5つのタイプがあると主張している。
1. 国家間の嘘は、ある国の指導者が他の国の指導者に、あるいはより一般的にはあらゆる外国の聴衆に、望ましい反応を引き起こすために嘘をつく場合に起こる。
2. 恐怖を煽る嘘は、指導者が自国の国民に嘘をつく場合につく。
3. 戦略的隠蔽工作とは、議論を呼ぶような政策や取引が公にされるのを防ぐための嘘である。
4. 国粋主義的な神話とは、ある国の過去について、その国を肯定的に、敵対する国を否定的に描く物語である。
5. リベラルな嘘とは、制度や個人、行動の悪い評判を一掃するためにつくものである。

彼は、指導者がさまざまな種類の嘘を追求する理由を説明する。彼の中心的なテーゼは、指導者は他国の指導者に対してよりも、国内の聴衆に対してより頻繁に嘘をつくというものである。それは、国際的な嘘は「吹き戻し（blowback）」や「裏目（backfiring）」などの悪影響を及ぼす可能性があるである。
国際的な嘘をつくことで自国が嘘をつく文化になる場合、Blowbackが発生する。また、嘘をついた結果、政策が失敗した場合には、逆噴射が起こる。また、嘘の他に2種類の欺瞞があることを強調している。重要な事柄についてリーダーが沈黙を守る「隠蔽（concealment）」と、リーダーがポジティブなことを強調し、ネガティブなことを軽視したり無視したりして話をする「スピニング（spinning）」である。

### リベラルな国際秩序
『大いなる妄想』（2018年）の中でミアシャイマーは、彼が「リベラル・ヘゲモニー」と呼ぶ地政学的戦略に対する批判を提示している。彼のリベラル・ヘゲモニーの定義には、ウッドロウ・ウィルソンが独自に行った、政府を民主主義に変えることで世界を安全にすること、地政学的な経済活動を民主主義政府と両立する開放市場に向けること、その他民主的に自由な国際社会・文化社会を地球規模で開放・促進することの3つの延長として、それを指定している。ミアシャイマーはCSPANで放送されたインタビューで、リベラルな覇権主義は「大きな妄想」を表しており、彼がリベラルな覇権主義と関連付けている妄想よりも、地政学的価値の持続する政策としてのナショナリズムにはるかに重きを置くべきであると発言している。
ミアシャイマーは2019年の関連記事で、米国主導のリベラルな国際秩序はその発足当初から崩壊する運命にあったと論じている。彼は、自由主義的国際秩序の起源を冷戦初期に求める G. John Ikenberry のような学者とは反対に、冷戦期の自由主義的秩序は、実際には、米国とその同盟国が共産圏に対してより効果的に競争するために作られた「拘束的秩序」であったと主張している。ソ連崩壊後、米国主導の自由主義秩序は真に国際的なものとなったが、この秩序を支える政策はその崩壊を促進する傾向があり、「西側の政策立案者がその秩序の賢明な管理者であったとしても、その寿命を有意義に延ばすことはできなかった」（30頁）。特に、民主主義を普及させることでこの秩序のメンバーシップを拡大しようとするアメリカ主導の努力は、民族主義者の抵抗を引き起こし、アメリカを悲惨な軍事冒険に巻き込み、ロシアや中国などのライバル国の敵意を煽り、裏目に出ることになったのである。また、自由主義的な国際主義政策は、ブレグジットやドナルド・トランプの米国大統領就任といった重要な出来事に示されるように、自由主義諸国自身のナショナリズムや経済的懸念と衝突しがちであった。最後に、中国などの台頭する大国をリベラルな国際秩序に統合しようとする動きは、事実上「中国が大国となり、それによってリベラルな世界秩序維持に不可欠な一極性が損なわれた」（42頁）のであった。
ミアシャイマーは最後に、リベラルな国際秩序は近い将来、3 つの異なる「現実主義的秩序」 に取って代わられるだろうと予測した。軍備管理と世界経済の管理を中心とする「薄い国際秩序」、そして中国と米国がそれぞれ主導する「拘束された秩序」である（p.44）。
自由主義的な国際秩序に関する彼の主張は活発な議論を呼び、Robert Jervis, Christopher Layne, Jennifer Pitts, Jack Snyder, William C. Wohlforth, C. William Walldorfといった学者から反響を呼んだ。ウォルフフォースは、『大いなる妄想』の批評の中で、この本はその核心的主張を実現できていないと書いている。「第一に、リベラリズムと不謹慎な外交政策だけを見れば、その因果関係を証明することはできない。ミアシャイマーは他のイデオロギーをリベラリズムと同じ精査の対象にしていないので、リベラリズムがこの点で際立っているかどうかを知る方法はない。第二に、寛容な戦略的環境で発生した事例だけをみて、寛容な体制的環境が必要条件であることを立証することはできない」。ウォールフォースはまた、『大いなる妄想』がミアシャイマーの『大国政治の悲劇』と矛盾していることを主張している。「他の大国は復活する運命にあり、彼らの選好（＝修正主義）は米国のすることとは無関係であるという理論の規定（米国が何をしても米国の意図に対する不確実性を減らすことはできず、その逆もしかりであるから）を考えると、なぜ単極の米国が、その機会があったのに拡大し利益を確定しようとしなかったのか？」と。
ミアシャイマーは、著書『大いなる妄想』の中で、ローレンス・ランパートのニヒルなシュトラウス的解釈について重要な言及をしている。

### ウクライナ

#### ウクライナと核兵器
ソ連崩壊後、独立したばかりのウクライナは、自国内に大量の核兵器を保有していた。しかし、1994年、ウクライナは核兵器を放棄し、核不拡散条約に加盟することに同意し、2年以内にすべての核兵器を撤去した。核抑止力を持たないウクライナはロシアの侵略を受ける可能性が高いと、ミアシャイマーはほぼ一人で反対した。1993年には早くも、ウクライナは抑止力として核兵器を保持すべきであると提言している。

#### 2014年クリミア危機
ミアシャイマーは1993年に、核のないウクライナはロシアの再征服の試みにさらされる危険性が残ると警告していた。2014年には、1995年以降のビル・クリントン政権下での米国の地政学的な方向転換を、その独占的・覇権的な志向から回顧的に批判している。ロシア政府を弱体化させる意図で、NATOをロシア国境まで延長することが計画されていたという。従って、2014年8月の『フォーリン・アフェアーズ』の記事で、紛争勃発の主因を米国とその西側同盟国であるとしたのである。
Since the mid-1990s, Russian leaders have adamantly opposed NATO enlargement, and in recent years, they have made it clear that they would not stand by while their strategically important neighbor turned into a Western bastion. For Putin, the illegal overthrow of Ukraine’s democratically elected and pro-Russian president -- which he rightly labeled a “coup” -- was the final straw. He responded by taking Crimea, a peninsula he feared would host a NATO naval base, and working to destabilize Ukraine until it abandoned its efforts to join the West.
ロシアはウクライナを併合する機会を待っていただけだという説は、ミアシャイマーによって誤りであるとされた。
「米欧の政治エリートは、この出来事に油断していた。"21世紀のリアリズムの論理をほとんど重視せず、法の支配、経済的相互依存、民主主義などの自由主義原則によって、ヨーロッパの統一と自由が保証されると思い込んでいるからだ」という。
ロシアの安全保障上の利益から理解できるロシアの拒否的な姿勢を知っていた米国は、EUとNATOの東方拡大を推し進め、ウクライナの民主化を支持しただろう。ミアシャイマーは、ロシアの安全保障上の必要性から、（非同盟国家である）ウクライナは緩衝材として「不可欠」であるため、プーチンの反応は理解できると考えている。ミアシャイマーは、NATOが主導する東欧への進出とウクライナの取り込み計画を、北米における中国の軍事同盟の仮想シナリオになぞらえて、"中国が素晴らしい軍事同盟を作り、カナダとメキシコを取り込もうとしたら、アメリカの怒りを想像してほしい "と述べている。
ミアシャイマーは、ロシアのクリミア併合は、ウクライナがNATOと欧州統合に向けて動き続ければ、セヴァストポリの黒海艦隊の海軍基地へのアクセスを失うという懸念に煽られたものであると主張した。ミアシャイマーは、米国の政策はウクライナをNATOに吸収しようとするのではなく、NATOとロシアの間の緩衝国家として認める方向に転換すべきだと結論づけた。ミアシャイマーの論文は、マイケル・マクフォールとスティーブン・セスタノビッチを刺激し、フォーリン・アフェアーズ2014年11・12月号で反論を発表した。
ミアシャイマーは、NATOの東方拡大をロシアへの危険な挑発と見ている。彼は、1998年に東方拡大による戦争の危険性を警告した最初の批判的論者の一人として、ジョージ・F・ケナンを引き合いに出している。ミアシャイマーは、政治的な間違いは、政治的リアリズムの欠如、あるいは民主党と共和党の両方における「自由主義的覇権主義」学派の大きな影響に起因するとしている。危機を脱する唯一の賢明な方法は、他の大国と同様に、ロシアの安全保障上の利益を冷静に考慮することだ、と彼は言う。ウクライナは、その地政学的状況から与えられた緩衝材や橋渡しの役割を受け入れなければならないという。それ以外のことは抽象的であり、現実の政治では意味がないという。西側諸国がロシアと建設的に協力することは、既存の重要な問題や今後発生する問題を解決するために非常に重要であり、危険にさらしてはならないという。ミアシャイマーは、ウクライナを "内戦 "に導くために米国が提供している武器や "アドバイザー "の存在も名指ししている。ブルッキングス研究所が2015年に、プーチンへの攻撃コストを高めるためにウクライナに武器を提供するよう提言したことに対して、ミアシャイマーはニューヨークタイムズ紙で、ロシアにとって戦略的重要性は非常に高く、核兵器の使用まで含めてどんな犠牲を払ってでも紛争を継続するだろう、と答えている。
マイケル・マクフォール（元駐ロシア米国大使）は2014年、ロシアの外交政策は米国への反応ではなく、ロシア内部の力学に基づくものだと反論している。

#### 2022年ウクライナ侵攻
2015年9月25日の講演 "Why is Ukraine the West's Fault?"（特に44分から）ミアシャイマーは、欧米（米国とEU）がウクライナをプリムローズパスに導いていると主張し、欧米列強はウクライナを（反発されながらも）欧米の一部になるように促していると述べている。ウクライナ政府がロシアに対して強硬な政策をとるよう促しており、「最終的にはウクライナは破滅する」と述べた。同講演でミアシャイマーはこう宣言している。「もし、あなたが本当にロシアを破滅させたいのなら、あなたがすべきことは、ロシアにウクライナを征服しようとするよう促すことです。プーチンは頭が良いので、そんなことはしないでしょう」。

2022年のロシアのウクライナ侵攻後、ミアシャイマーは、ウクライナ戦争はNATOとEUに大きな責任があるとの考えを繰り返した。ニューヨーカー誌のインタビューで、ミアシャイマーはこう述べている。
"I think all the trouble in this case really started in April 2008, at the NATO Summit in Bucharest, where afterward NATO issued a statement that said Ukraine and Georgia would become part of NATO. The Russians made it unequivocally clear at the time that they viewed this as an existential threat, and they drew a line in the sand. Nevertheless, what has happened with the passage of time is that we have moved forward to include Ukraine in the West to make Ukraine a Western bulwark on Russia’s border... NATO expansion is the heart of the strategy, but it includes E.U. expansion as well, and it includes turning Ukraine into a pro-American liberal democracy, and, from a Russian perspective, this is an existential threat."
この見解によれば、ウクライナの政治的余裕は、欧米志向とロシアの安全保障上の利益への配慮のバランスをどうとるかによって決まるということになる。ミアシャイマーはプーチンの征服への関心を否定し、批判の矛先はEUとNATOに向けられている。「西側が最終的にNATOに加盟し、EUとの連合協定を締結すると言っていることを考えると、ウクライナの政治家は最終的な加盟の魅力にどうやって抵抗したのだろうか？しかし、もし彼らがその誘惑に負ければ、ロシアの怒りに触れる危険性があるのです」。
2022年3月末のCSPANとのインタビューで、ミアシャイマーは、2022年のロシアのウクライナ侵攻に対するアメリカの関与は、地政学的な優先順位としては二の次で、現代の中国の地政学が引き起こしている地政学的安定への脅威の封じ込めと関連付けて考えており、その方がアメリカでの地政学的関心事としてより直接的な脅威と考えていると発言している。 2022年5月、ポーランドの政治家ラドスワフ・シコルスキーとロシアの侵攻について議論した際に、シコルスキーはロシアのウクライナ侵攻についてプーチンをウクライナ侵攻の実行犯とする立場をとり、ミアシャイマーはプーチンは拡大するNATOの脅威を前にロシアの国益を確保するための現実主義の地政学的計画を追求しているという立場をとった。
2022年、ウクライナ保安局はミアシャイマーを、ロシアのプロパガンダを促進すると主張する公人リストに掲載した。

### 国際関係における仮説検定
2013年、ミアシャイマーとウォルトは、"Leaving theory behind: Why simplistic hypothesis testing is bad for International Relations"を発表した。彼らは、近年、国際関係論の研究者が、理論を作り上げ、洗練させることや、理論を実証研究の指針として用いることにあまり力を注いでいないことを指摘している。その代わりに、検証された経験的な規則性を発見することに重点を置く、彼らが単純化された仮説検定と呼ぶものに焦点が当てられているのである。理論への関心が不十分だと、経験則のモデルが誤って規定されたり、重要な概念について誤解を招いたりするため、これは間違いだと彼らは述べている。また、国際関係ではデータの質が低いため、努力によって累積的な知識が得られる可能性は低いと指摘している。それは短期的な利益しかもたらさず、関係する市民や政策立案者にとって学問が有益でなくなる。
理論は、学者に無数の活動領域の包括的な枠組みを与えるものである。理論は地図のようなもので、複雑な現実を単純化することを目的としているが、地図とは異なり、理論は、一つ以上の要因が特定の現象を説明できると言うことによって、因果関係の物語を提供する。理論は、世界がどのように機能しているかを説明する目的で、最も関連性の高い要因に関する仮定を単純化しようとする。現実主義や自由主義のような壮大な理論は国家行動の幅広いパターンを説明すると主張し、中間の理論は強制力、抑止力、経済制裁などより狭義の現象に焦点を合わせている。
彼らは、理論が重要である理由を8つ挙げている。理論への関心が不十分な場合、優れたモデルの構築や統計的知見の正しい解釈が不可能になるという問題がある。仮説検証を優先させることで、その点が見落とされている。仮説検証が国際関係について有用な知識を多く生み出すのであれば、仮説検証にもっと注意を払うことは意味があるかもしれないが、ミアシャイマーとウォルトはそうではなく、単純化した仮説検証は本質的に欠陥があると主張している。その結果の一つである省略変数バイアスは、方法論の問題として扱われることが多いが、理論的な問題として扱われるべきものである。選択バイアスもまた、理論への配慮が不十分であることから生じる問題である。そのことをより明確に検討するために、著者らは、Paul HuthとBruce Russettの拡大抑止の分析に対するJames Fearsonの批判を指摘している。また、ミアシャイマーとウォルトは、現代の国際関係学が、理論への不十分な関心と誤解を招く測定のために、困難な測定問題に直面していることを指摘している。この主張を裏付けるものとして、Dan ReiterとAllan Stamの『Democracies at War』などいくつかの例が挙げられている。
ミアシャイマーとウォルトは、この研究は洗練されたものであるが、重要な概念に関する測定に疑問があり、彼らの考えを検証するための測定は理論の中核概念を捉えていない、と述べている。また、単純化された仮説検証を重視するあまり、理論への配慮が不十分なため、データの不備、説明の欠如、累積の欠如などの問題が生じている。

## 著作

### 単著
- Conventional Deterrence, (Cornell University Press, 1983).
- Liddell Hart and the Weight of History, (Cornell University Press, 1988).
- The Tragedy of Great Power Politics, (W. W. Norton, 2001).
  - 『大国政治の悲劇―米中は必ず衝突する！』 奥山真司訳（五月書房、2007年、改訂版2014年）
  - 『大国政治の悲劇』（五月書房新社、完全版2017年、新装版2019年）
- Why Leaders Lie: The Truth about Lying in International Politics, Oxford University Press, 2011.
  - 『なぜリーダーはウソをつくのか―国際政治で使われる5つの「戦略的なウソ」』奥山真司訳（五月書房、2012年／中公文庫、2017年）
- The Great Delusion: Liberal Dreams and International Realities, Yale University Press, 2018.
  - 『リベラリズムという妄想―アメリカンエリートの盲信が世界を不幸にした』 新田享子訳、伊藤貫解説（経営科学出版、2024年）

### 共著
- The Israel Lobby and U.S. Foreign Policy, with Stephen M. Walt, (Farrar Straus & Giroux, 2007).
  - スティーヴン・ウォルトとの共著『イスラエル・ロビーとアメリカの外交政策（1・2）』副島隆彦訳（講談社、2007年）

### 共編著
- Nuclear Deterrence: Ethics and Strategy, co-edited with Russell Hardin, et al., (University of Chicago Press, 1985).

### 記事
- J・ミアシャイマー、奥山真司 聞き手「この戦争の最大の勝者は中国だ　プーチンが核ボタンを押すまで終わらない」『文藝春秋』第100巻第6号、文藝春秋、2022年6月1日、146-157頁。